# Дежурная аптека (фильм)
«Дежурная аптека. Последнее дежурство» (исп. Farmacia de Guardia. La última guardia, 2010) — фильм, снятый на основе известного телевизионного сериала «Дежурная аптека».

## Сюжет
Прошло 15 лет с того момента, когда мы последний раз видели Лурдес Кано и её аптеку. Теперь она её вот-вот потеряет, потому что здание будет продано, чтобы стать роскошными апартаментами. У Лурдес нет такой большой суммы, чтобы выкупить аптеку. Поэтому ей приходится закрыть её. Чтобы сообщить эту новость, она решает собрать всю семью на ужин. Таким образом, в аптеку придут её бывший муж Адольфо Сегура и их дети: Изабель, Кике, Гильермо и Фанни. Изабель вернулась жить в Мадрид после развода с мужем. Её бывший муж Марсело продолжает жить у себя в Тенерифе на Канарских островах с их общей дочерью Яйсой. Кике, закончив научные исследования в Африке, переместился в Центральную Америку, живёт в Коста-Рике и руководит заповедником. Гильермо, несмотря на свою молодость, стремительно делает политическую карьеру. Фанни живёт в Барселоне со своей биологической матерью. Но не только их вы увидите в задней комнате аптеки. Сандра, Мария «Энкарни» де ля Энкарнасьон и Карлос Вергара вновь встретятся с семьёй Кано-Сегура.

## В ролях
- Конча Куэтос — Лурдес Кано
- Карлос Ларраньяга — Адольфо Сегура
- Мигель Анхель Гарсон — Энрике «Кике» Сегура
- Хулиан Гонсалес — Гильермо Сегура
- Соня Вильяльба — Исабель Кано Сегура
- Алисия Росас — Каролина Эстефания «Фанни»
- Эмма Осорес — Сандра
- Мария Гарралон — Мария «Энкарни» де ля Энкарнасьон
- Альваро де Луна — Карлос Вергара